# Liga Femenina de baloncesto 2012-13
La temporada 2012-13 de la Liga Femenina fue la 50.ª temporada de la liga femenina de baloncesto. Se inició el 12 de octubre de 2012 y acabó el 30 de marzo de 2013. Los playoffs comenzaron el 3 de abril y terminaron el 26 de abril de 2013, dando el título a Rivas Ecópolis, quien ganó al Perfumerías Avenidapor 2-0.

## Clubes participantes
| Equipo                  | Ciudad            | Posición 2011-2012 |
| ----------------------- | ----------------- | ------------------ |
| Perfumerías Avenida     | Salamanca         | Subcampeón         |
| Spar Uni Girona         | Gerona            | 3.º                |
| Rivas Ecópolis          | Rivas-Vaciamadrid | 4.º                |
| Gran Canaria 2014       | Las Palmas        | 5.º                |
| Cadí ICG Software       | Seo de Urgel      | 6.º                |
| Beroil-Ciudad de Burgos | Burgos            | 7.º                |
| Alimentos de Zamora     | Zamora            | 8.º                |
| Hondarribia-Irún        | Fuenterrabía      | 12.º               |
| UNB Obenasa             | Pamplona          | 13.º               |
| Grupo Marsol            | Huelva            | Campeonas LF2      |
| Coelbi Bembibre PDM     | Bembibre          | Subcampeonas LF2   |

## Formato de competición
Los 11 equipos juegan todos contra todos a doble vuelta. Los tres primeros equipos clasificados al final de la primera vuelta junto con el anfitrión juegan la Copa de la Reina. Si el anfitrión termina entre los tres primeros, el cuarto clasificado de la liga la jugará también.
Al finalizar la temporada regular, los seis primeros equipos se clasifican para playoffs, clasificándose el 1º y 2º directamente a semifinales, mientras que del 3º al 6º se enfrentan en cuartos de final. Todas las series se disputan al mejor de tres partidos. Los dos últimos equipos descienden a Liga Femenina 2.

## Liga regular
| Pos. | Equipo                          | PJ | G  | P  | PF   | PC   | DP   | Pts | Clasificación o descenso           |
| ---- | ------------------------------- | -- | -- | -- | ---- | ---- | ---- | --- | ---------------------------------- |
| 1    | Rivas Ecópolis                  | 20 | 19 | 1  | 1490 | 1172 | +318 | 39  | Semifinales                        |
| 2    | Perfumerías Avenida             | 20 | 17 | 3  | 1485 | 1281 | +204 | 37  | Semifinales                        |
| 3    | Spar Uni Girona                 | 20 | 15 | 5  | 1379 | 1198 | +181 | 35  | Cuartos de final                   |
| 4    | Cadí ICG Software               | 20 | 12 | 8  | 1358 | 1359 | −1   | 32  | Cuartos de final                   |
| 5    | Beroil-Ciudad de Burgos         | 20 | 8  | 12 | 1316 | 1333 | −17  | 28  | Cuartos de final                   |
| 6    | UNB Obenasa                     | 20 | 8  | 12 | 1218 | 1231 | −13  | 28  | Descenso a LF2                     |
| 7    | Gran Canaria 2014               | 20 | 8  | 12 | 1323 | 1426 | −103 | 28  |                                    |
| 8    | Alimentos de Zamora             | 20 | 7  | 13 | 1432 | 1488 | −56  | 27  |                                    |
| 9    | Hondarribia-Irún                | 20 | 6  | 14 | 1268 | 1404 | −136 | 26  | Descenso a LF2                     |
| 10   | Embutidos Pajariel Bembibre PDM | 20 | 5  | 15 | 1151 | 1358 | −207 | 25  |                                    |
| 11   | Club Baloncesto Conquero        | 20 | 5  | 15 | 1307 | 1477 | −170 | 25  | Mantiene la categoría por vacantes |

 Fuente: FEB

### Tabla de resultados cruzados
| Local \ Visitante          | BUR   | CAD   | BEM   | GCA   | HON   | AVE   | RIV   | GIR   | ZAM   | CON   | UNB   |
| -------------------------- | ----- | ----- | ----- | ----- | ----- | ----- | ----- | ----- | ----- | ----- | ----- |
| Beroil-Ciudad de Burgos    | —     | 77–59 | 73–42 | 76–74 | 80–54 | 62–64 | 62–75 | 73–74 | 71–54 | 80–61 | 70–64 |
| Cadí ICG Software          | 72–67 | —     | 75–46 | 78–67 | 71–77 | 80–74 | 83–86 | 71–52 | 89–79 | 78–70 | 71–66 |
| CB Bembibre PDM            | 59–43 | 52–55 | —     | 66–62 | 66–56 | 61–70 | 55–86 | 61–72 | 62–77 | 81–58 | 48–65 |
| Gran Canaria 2014          | 59–78 | 66–59 | 88–85 | —     | 94–78 | 76–92 | 43–73 | 55–67 | 80–59 | 76–70 | 61–53 |
| Hondarribia-Irún           | 63–57 | 57–62 | 57–50 | 67–61 | —     | 78–81 | 47–70 | 42–49 | 75–70 | 68–69 | 49–56 |
| Perfumerías Avenida        | 83–60 | 74–52 | 85–58 | 66–55 | 74–56 | —     | 72–74 | 65–63 | 76–53 | 74–66 | 72–68 |
| Rivas Ecópolis             | 86–51 | 68–51 | 63–42 | 91–58 | 77–51 | 63–74 | —     | 76–65 | 95–72 | 83–62 | 64–53 |
| Spar UniGirona             | 66–53 | 81–52 | 79–50 | 59–61 | 81–62 | 69–59 | 61–63 | —     | 73–61 | 70–65 | 60–43 |
| Tintos de Toro Caja Rural  | 96–72 | 84–72 | 60–64 | 81–60 | 96–86 | 67–76 | 66–71 | 65–77 | —     | 85–72 | 63–73 |
| Toyota Recreativo Conquero | 63–51 | 58–64 | 68–64 | 65–72 | 81–80 | 75–85 | 47–60 | 74–83 | 81–69 | —     | 59–84 |
| UNB Obenasa                | 65–60 | 58–64 | 66–39 | 63–55 | 59–65 | 45–69 | 57–66 | 47–78 | 63–75 | 70–43 | —     |

### Evolución en la clasificación
La tabla muestra las posiciones de cada equipo al término de cada jornada. 
| Equipo ╲ Jornada           | 1                       | 2  | 3  | 4  | 5  | 6  | 7  | 8  | 9  | 10 | 11 | 12 | 13 | 14 | 15 | 16 | 17 | 18 | 19 | 20 | 21 | 22 |   |
| -------------------------- | ----------------------- | -- | -- | -- | -- | -- | -- | -- | -- | -- | -- | -- | -- | -- | -- | -- | -- | -- | -- | -- | -- | -- | - |
| Equipo ╲ Jornada           | Beroil-Ciudad de Burgos | 6  | 4  | 3  | 2  | 2  | 4  | 6  | 6  | 6  | 5  | 6  | 6  | 7  | 6  | 5  | 8  | 8  | 6  | 7  | 8  | 8  | 5 |
| Cadí ICG Software          | 7                       | 3  | 8  | 10 | 11 | 9  | 9  | 9  | 8  | 8  | 7  | 7  | 5  | 7  | 8  | 5  | 6  | 4  | 4  | 4  | 4  | 4  |   |
| CB Bembibre PDM            | 8                       | 9  | 11 | 11 | 9  | 10 | 10 | 11 | 11 | 11 | 11 | 11 | 11 | 11 | 11 | 11 | 11 | 11 | 11 | 11 | 10 | 10 |   |
| Gran Canaria 2014          | 4                       | 5  | 5  | 4  | 6  | 3  | 8  | 8  | 9  | 9  | 9  | 9  | 9  | 9  | 7  | 4  | 5  | 7  | 8  | 6  | 6  | 7  |   |
| Hondarribia-Irún           | 5                       | 6  | 4  | 7  | 5  | 8  | 5  | 5  | 5  | 7  | 8  | 8  | 8  | 8  | 9  | 10 | 9  | 9  | 9  | 10 | 9  | 9  |   |
| Perfumerías Avenida        | 11                      | 11 | 9  | 5  | 4  | 7  | 4  | 3  | 3  | 3  | 2  | 3  | 2  | 2  | 2  | 2  | 2  | 2  | 2  | 2  | 2  | 2  |   |
| Rivas Ecópolis             | 2                       | 2  | 2  | 1  | 1  | 1  | 1  | 1  | 1  | 1  | 1  | 1  | 1  | 1  | 1  | 1  | 1  | 1  | 1  | 1  | 1  | 1  |   |
| Spar UniGirona             | 3                       | 8  | 10 | 6  | 8  | 5  | 3  | 2  | 2  | 2  | 3  | 2  | 3  | 3  | 3  | 3  | 3  | 3  | 3  | 3  | 3  | 3  |   |
| Tintos de Toro Caja Rural  | 9                       | 7  | 6  | 8  | 7  | 2  | 2  | 4  | 4  | 4  | 4  | 4  | 4  | 5  | 6  | 7  | 7  | 8  | 6  | 7  | 7  | 8  |   |
| Toyota Recreativo Conquero | 10                      | 10 | 7  | 9  | 10 | 11 | 11 | 10 | 10 | 10 | 10 | 10 | 10 | 10 | 10 | 9  | 10 | 10 | 10 | 9  | 11 | 11 |   |
| UNB Obenasa                | 1                       | 1  | 1  | 3  | 3  | 6  | 7  | 7  | 7  | 6  | 5  | 5  | 6  | 4  | 4  | 6  | 4  | 5  | 5  | 5  | 5  | 6  |   |

## Play Off por el título
|  | Cuartos de final | Cuartos de final        | Cuartos de final    | Cuartos de final    | Cuartos de final |    |    | Semifinales | Semifinales | Semifinales | Semifinales | Semifinales |   |                | Final | Final | Final | Final | Final |  |
|  |                  |                         |                     |                     |                  |    |    |             |             |             |             |             |   |                |       |       |       |       |       |  |
|  |                  |                         |                     |                     |                  |    |    |             |             |             |             |             |   |                |       |       |       |       |       |  |
|  |                  |                         |                     |                     |                  |    |    |             |             |             |             |             |   |                |       |       |       |       |       |  |
|  |                  |                         |                     |                     |                  |    |    |             |             |             |             |             |   |                |       |       |       |       |       |  |
|  |                  |                         |                     |                     |                  |    |    |             |             |             |             |             |   |                |       |       |       |       |       |  |
|  |                  | 1                       | Rivas Ecópolis      | 81                  | 88               |    |    |             |             |             |             |             |   |                |       |       |       |       |       |  |
|  |                  |                         |                     |                     |                  |    |    |             |             |             |             |             |   |                |       |       |       |       |       |  |
|  |                  |                         | 4                   | Cadí-ICG Software   | 52               | 72 |    |             |             |             |             |             |   |                |       |       |       |       |       |  |
|  | 4                | Cadí-ICG Software       | 4                   | Cadí-ICG Software   | 52               | 72 | 72 | 81          |             |             |             |             |   |                |       |       |       |       |       |  |
|  | 4                | Cadí-ICG Software       |                     |                     |                  |    |    |             |             |             |             |             |   |                |       |       |       |       |       |  |
|  | 5                | Beroil-Ciudad de Burgos | 59                  | 67                  |                  |    |    |             |             |             |             |             |   |                |       |       |       |       |       |  |
|  | 5                | Beroil-Ciudad de Burgos | 59                  | 67                  |                  |    |    |             |             |             |             |             | 1 | Rivas Ecópolis | 53    | 66    |       |       |       |  |
|  |                  |                         |                     |                     |                  |    |    |             |             |             |             |             | 1 | Rivas Ecópolis | 53    | 66    |       |       |       |  |
|  |                  |                         | 2                   | Perfumerías Avenida | 69               | 67 |    |             |             |             |             |             |   |                |       |       |       |       |       |  |
|  |                  |                         | 2                   | Perfumerías Avenida | 69               | 67 |    |             |             |             |             |             |   |                |       |       |       |       |       |  |
|  |                  |                         |                     |                     |                  |    |    |             |             |             |             |             |   |                |       |       |       |       |       |  |
|  |                  |                         |                     |                     |                  |    |    |             |             |             |             |             |   |                |       |       |       |       |       |  |
|  |                  | 2                       | Perfumerías Avenida | 60                  | 76               |    |    |             |             |             |             |             |   |                |       |       |       |       |       |  |
|  |                  |                         |                     |                     |                  |    |    |             |             |             |             |             |   |                |       |       |       |       |       |  |
|  |                  |                         | 3                   | Spar UniGirona      | 57               | 75 |    |             |             |             |             |             |   |                |       |       |       |       |       |  |
|  | 3                | Spar UniGirona          | 3                   | Spar UniGirona      | 57               | 75 | 64 | 73          | 66          |             |             |             |   |                |       |       |       |       |       |  |
|  | 3                | Spar UniGirona          |                     |                     |                  |    |    |             |             |             |             |             |   |                |       |       |       |       |       |  |
|  | 6                | UNB Obenasa             | 56                  | 78                  | 57               |    |    |             |             |             |             |             |   |                |       |       |       |       |       |  |
|  | 6                | UNB Obenasa             | 56                  | 78                  | 57               |    |    |             |             |             |             |             |   |                |       |       |       |       |       |  |
|  |                  |                         |                     |                     |                  |    |    |             |             |             |             |             |   |                |       |       |       |       |       |  |

### Cuartos de final
| Equipo 1              | Series | Equipo 2                    | 1.er partido | 2.º partido | 3.er partido |
| --------------------- | ------ | --------------------------- | ------------ | ----------- | ------------ |
| (3) Spar UniGirona    | 2–1    | UNB Obenasa (6)             | 64–56        | 73–78 (OT)  | 66–57        |
| (4) Cadí-ICG Software | 2–0    | Beroil-Ciudad de Burgos (5) | 72–59        | 81–67       | —            |

Partido 1
| 3 de abril de 2013                 | Spar UniGirona                                                           | 64–56                                | UNB Obenasa                                                 | Gerona                                                                                                 |  |  |
| 20:30                              | Parciales: 25–11, 17–16, 9–13, 13–16                                     | Parciales: 25–11, 17–16, 9–13, 13–16 | Parciales: 25–11, 17–16, 9–13, 13–16                        | |  |  |
|                                    | Estadísticas Jordana, Bravard 13 Monroe 13 Feaster, Jordana 4 Bravard 21 | Reporte Pts Reb Asts Val             | Estadísticas 18 Asurmendi 6 Herrera 4 Revuelto 19 Asurmendi | Pabellón: Pabellón municipal Gerona-Fontajau Árbitros: Ángel de Lucas de Lucas José Luis López Córdoba |  |  |
| Spar UniGirona lidera la serie 1-0 |                                                                          |                                      |                                                             | |  |  |
|                                    |                                                                          |                                      |                                                             | |  |  |

| 3 de abril de 2013                    | Cadí-ICG Software                                      | 72–59                                | Beroil-Ciudad de Burgos                         | Seo de Urgel                                                                                 |  |  |
| 20:15                                 | Parciales: 22–18, 15–6, 15–14, 20–21                   | Parciales: 22–18, 15–6, 15–14, 20–21 | Parciales: 22–18, 15–6, 15–14, 20–21            |                                                                                              |  |  |
|                                       | Estadísticas Traoré 17 Traoré 12 Bartoňová 3 Traoré 22 | Reporte Pts Reb Asts Val             | Estadísticas 15 Gil 7 Chumillas 3 Marcos 21 Gil | Pabellón: Palau Municipal d'Esports Árbitros: Carlos Javier García León Raúl Blanco Castelló |  |  |
| Cadí-ICG Software lidera la serie 1-0 |                                                        |                                      |                                                 |                                                                                              |  |  |
|                                       |                                                        |                                      |                                                 |                                                                                              |  |  |

Partido 2
| 6 de abril de 2013 | UNB Obenasa                                                 | 78–73 (OT)                                         | Spar UniGirona                                       | Pamplona                                                                               |  |  |
| 13:00              | Parciales: 18–14, 19–20, 12–18, 17–14 (T.E.: 12–7)          | Parciales: 18–14, 19–20, 12–18, 17–14 (T.E.: 12–7) | Parciales: 18–14, 19–20, 12–18, 17–14 (T.E.: 12–7)   |                                                                                        |  |  |
|                    | Estadísticas Argüello 18 Argüello 5 Asurmendi 1 Argüello 18 | Reporte Pts Reb Asts Val                           | Estadísticas 16 Monroe 13 Monroe 1 Jordana 22 Monroe | Pabellón: Pabellón Arrosadía Árbitros: Carlos Javier García León Asier Quintas Álvarez |  |  |
| Serie empatada 1-1 |                                                             |                                                    |                                                      |                                                                                        |  |  |
|                    |                                                             |                                                    |                                                      |                                                                                        |  |  |

| 6 de abril de 2013                  | Beroil-Ciudad de Burgos                                          | 67–81                                 | Cadí-ICG Software                                        | Burgos |  |  |
| 19:00                               | Parciales: 18–24, 18–19, 17–17, 14–21                            | Parciales: 18–24, 18–19, 17–17, 14–21 | Parciales: 18–24, 18–19, 17–17, 14–21                    | |  |  |
|                                     | Estadísticas Chumillas 15 Gil, Chumillas 9 Gómez 3 Chumillass 18 | Reporte Pts Reb Asts Val              | Estadísticas 26 Traoré 7 Covington 3 Bartoňová 28 Traoré | Pabellón: Polideportivo municipal El Plantío Árbitros: José María Terreros San Miguel Rafael Serrano Velázquez |  |  |
| Cadí-ICG Software gana la serie 2-0 |                                                                  |                                       |                                                          | |  |  |
|                                     |                                                                  |                                       |                                                          | |  |  |

Partido 3
| 10 de abril de 2013              | Spar UniGirona                                       | 66–57                                 | UNB Obenasa                                               | Gerona                                                                                                 |  |  |
| 19:00                            | Parciales: 15–15, 25–10, 12–14, 14–18                | Parciales: 15–15, 25–10, 12–14, 14–18 | Parciales: 15–15, 25–10, 12–14, 14–18                     | |  |  |
|                                  | Estadísticas Monroe 26 Monroe 12 Jordana 8 Monroe 35 | Reporte Pts Reb Asts Val              | Estadísticas 15 Asurmendi 7 Herrera 3 Revuelto 15 Herrero | Pabellón: Pabellón municipal Gerona-Fontajau Árbitros: Germán Morales Ruiz Mariano Martín Palomo Cañas |  |  |
| Spar UniGirona gana la serie 2-1 |                                                      |                                       |                                                           | |  |  |
|                                  |                                                      |                                       |                                                           | |  |  |

### Semifinales
| Equipo 1                | Series | Equipo 2              | 1.er partido | 2.º partido | 3.er partido |
| ----------------------- | ------ | --------------------- | ------------ | ----------- | ------------ |
| (1) Rivas Ecópolis      | 2–0    | Cadí-ICG Software (4) | 81–52        | 88–72       | —            |
| (2) Perfumerías Avenida | 2–0    | Spar UniGirona (3)    | 60–57        | 76–75       | —            |

Partido 1
| 13 de abril de 2013                | Rivas Ecópolis                                 | 81–52                                 | Cadí-ICG Software                                     | Rivas-Vaciamadrid                                                                                                  |  |  |
| 13:00                              | Parciales: 18–14, 22–17, 25–11, 16–10          | Parciales: 18–14, 22–17, 25–11, 16–10 | Parciales: 18–14, 22–17, 25–11, 16–10                 | |  |  |
|                                    | Estadísticas Casas 20 Henry 8 Casas 4 Casas 27 | Reporte Pts Reb Asts Val              | Estadísticas 15 Parham 8 Covington 3 García 12 Parham | Pabellón: Pabellón Municipal Cerro del Telégrafo Árbitros: Francisco Javier Bravo Loroño Francisco González Cuervo |  |  |
| Rivas Ecópolis lidera la serie 1-0 |                                                |                                       |                                                       | |  |  |
|                                    |                                                |                                       |                                                       | |  |  |

| 13 de abril de 2013                     | Perfumerías Avenida                                  | 60–57                                 | Spar UniGirona                                                | Salamanca |  |  |
| 18:00                                   | Parciales: 14–14, 12–13, 18–15, 16–15                | Parciales: 14–14, 12–13, 18–15, 16–15 | Parciales: 14–14, 12–13, 18–15, 16–15                         | |  |  |
|                                         | Estadísticas Currie 18 Pascua 9 Šulčiūtė 2 Xargay 16 | Reporte Pts Reb Asts Val              | Estadísticas 14 Monroe 7 Feaster, Monroe 5 Jordana 15 Bravard | Pabellón: Pabellón municipal de Würzburg Árbitros: Juan Pedro Morales García-Alcaide Jesús Marcos Martínez Prada |  |  |
| Perfumerías Avenida lidera la serie 1-0 |                                                      |                                       |                                                               | |  |  |
|                                         |                                                      |                                       |                                                               | |  |  |

Partido 2
| 17 de abril de 2013              | Cadí-ICG Software                                                                | 72–88                                 | Rivas Ecópolis                                            | Seo de Urgel                                                                                                  |  |  |
| 20:15                            | Parciales: 14–16, 11–30, 26–17, 21–25                                            | Parciales: 14–16, 11–30, 26–17, 21–25 | Parciales: 14–16, 11–30, 26–17, 21–25                     | |  |  |
|                                  | Estadísticas Covington 20 Covington 9 Bartoňová, Oravcová 3 Covington, Parham 15 | Reporte Pts Reb Asts Val              | Estadísticas 26 Cruz 11 Henry 3 Bermejo, Nicholls 31 Cruz | Pabellón: Palau Municipal d'Esports Árbitros: Juan Gabriel Carpallo Miguélez Miguel Ángel Palenzuela Pastrana |  |  |
| Rivas Ecópolis gana la serie 2-0 |                                                                                  |                                       |                                                           | |  |  |
|                                  |                                                                                  |                                       |                                                           | |  |  |

| 17 de abril de 2013                   | Spar UniGirona                                            | 75–76                                 | Perfumerías Avenida                                                                 | Gerona                                                                                          |  |  |
| 19:30                                 | Parciales: 12–21, 20–23, 19–19, 24–13                     | Parciales: 12–21, 20–23, 19–19, 24–13 | Parciales: 12–21, 20–23, 19–19, 24–13                                               |                                                                                                 |  |  |
|                                       | Estadísticas Monroe 18 Carbó 8 tres jugadoras 3 Monroe 21 | Reporte Pts Reb Asts Val              | Estadísticas 22 Fernández 8 Currie 3 Montañana, Willingham 21 Fernández, Willingham | Pabellón: Pabellón municipal Gerona-Fontajau Árbitros: Ángel de Lucas de Lucas Rafael Bey Silva |  |  |
| Perfumerías Avenida gana la serie 2-0 |                                                           |                                       |                                                                                     |                                                                                                 |  |  |
|                                       |                                                           |                                       |                                                                                     |                                                                                                 |  |  |

### Final
| Equipo 1           | Series | Equipo 2                | 1.er partido | 2.º partido | 3.er partido |
| ------------------ | ------ | ----------------------- | ------------ | ----------- | ------------ |
| (1) Rivas Ecópolis | 0–2    | Perfumerías Avenida (2) | 53–69        | 66–67       | —            |

Partido 1
| 24 de abril de 2013                     | Rivas Ecópolis                                                          | 53–69                                 | Perfumerías Avenida                                | Rivas-Vaciamadrid                                                                              |  |  |
| 20:30                                   | Parciales: 12–16, 12–25, 14–18, 15–10                                   | Parciales: 12–16, 12–25, 14–18, 15–10 | Parciales: 12–16, 12–25, 14–18, 15–10              |                                                                                                |  |  |
|                                         | Estadísticas Casas 17 Morrison 9 Bermejo, Morrison 3 Casas, Morrison 15 | Reporte Pts Reb Asts Val              | Estadísticas 27 Currie 7 Currie 3 Currie 34 Currie | Pabellón: Pabellón Cerro del Telégrafo Árbitros: Francisco José Zafra Guerra Jordi Aliaga Solé |  |  |
| Perfumerías Avenida lidera la serie 1-0 |                                                                         |                                       |                                                    |                                                                                                |  |  |
|                                         |                                                                         |                                       |                                                    |                                                                                                |  |  |

Partido 2
| 26 de abril de 2013                   | Perfumerías Avenida                                            | 67–66                                 | Rivas Ecópolis                                    | Salamanca                                                                                        |  |  |
| 21:30                                 | Parciales: 10–19, 14–19, 16–12, 27–16                          | Parciales: 10–19, 14–19, 16–12, 27–16 | Parciales: 10–19, 14–19, 16–12, 27–16             |                                                                                                  |  |  |
|                                       | Estadísticas tres jugadoras 12 Willingham 8 Xargay 5 Xargay 16 | Reporte Pts Reb Asts Val              | Estadísticas 17 Kurasova 9 Henry 5 Casas 13 Vajda | Pabellón: Pabellón municipal de Würzburg Árbitros: Germán Morales Ruiz Carlos Javier García León |  |  |
| Perfumerías Avenida gana la serie 2-0 |                                                                |                                       |                                                   |                                                                                                  |  |  |
|                                       |                                                                |                                       |                                                   |                                                                                                  |  |  |

## Postemporada
- Campeonas de la Liga Femenina 2012-13: Perfumerías Avenida (3er título).
- Campeonas de la Copa de la Reina 2013: Rivas Ecópolis (2º título).
- Campeonas de la Supercopa 2012: Perfumerías Avenida (3er título).
- Clasificadas para Euroliga 2013-14: Perfumerías Avenida y Rivas Ecópolis.
- Clasificadas para Eurocup 2013-14: ningún equipo participa en esta competición la siguiente temporada.
- Descendidas a Liga Femenina 2 2013-14:  Hondarribia-Irún y UNB Obenasa (ambos por renuncia). [2] [3]
- Ascendidas de Liga Femenina 2 2012-13:  Gipuzkoa UPV, Mann-Filter y Bizkaia GDKO.